# L'Économie politique (revue)
Ne doit pas être confondu avec Économie politique.
L'Économie politique est une revue trimestrielle fondée en 1998, consacrée aux enjeux économiques, sociale et environnementale. Elle est éditée par la SCOP SA Alternatives économiques, depuis 2022 en partenariat avec l'Institut Veblen dont le co-directeur, Wojtek Kalinowski, en assume la rédaction en chef. Ses ventes sont comprises entre 3 500 et 4 000 exemplaires par trimestre, ce qui en fait la première revue française sur les questions économiques et sociales par sa diffusion. 
Le partenariat avec l'Institut Veblen marque une nouvelle phase dans la vie intellectuelle de la revue, avec un gros plan croissant sur les enjeux économiques de la transition écologique et un rapprochement entre l'économie institutionnaliste et l'économie écologique.

## Caractéristiques et histoire[2]
L’Economie Politique se donne d’abord pour objectif de réanimer la discussion publique sur les politiques économiques, avec un gros plan croissant sur le besoin de repenser l'économie à l'heure de la crise climatique écologique. 
Le débat économique est souvent monopolisé par les techniciens de la décision gouvernementale et le cercle restreint de spécialistes qui les entoure. Enseignement et recherche économiques universitaires se contentent bien souvent d’être le conservatoire de théories économiques opérant en vase clos. Seule une faible partie des universitaires participe de manière engagée au débat économique. De leur côté, les acteurs sociaux ne disposent que de faibles moyens d’expertise autonomes. Quant aux citoyens, ils ont rarement l’occasion de faire entendre leur voix. Il nous paraît donc essentiel de faire connaître à un public élargi les termes du débat sur la politique économique au sens large. Mettre au jour les enjeux du moment, relever les arguments sous-jacents et les choix implicites, ouvrir de nouveau l’éventail de ces choix là où ils sont oubliés ou refusés.
Rendre le débat économique au citoyen demande aussi de s’interroger sur les fondements de l’économie. Non seulement comme réalité sociale, mais aussi comme discours sur la société. Parce que l’un des obstacles à une politisation du débat économique tient à l’essence même du discours et de la science de l’économie. Arguments d’autorité, gesticulation technocratique, pression normative, toutes ces caractéristiques connues du discours politique de l’économie ont pour partie leur origine dans ce que son courant dominant en a fait: une discipline où règnent la priorité à la cohérence formelle et l’inclination à vouloir rendre compte à elle seule de l’ensemble de la réalité sociale.
De fait, les relations de l’économie avec les autres sciences sociales sont non seulement opacifiées, mais refoulées. L’histoire de la pensée économique ne s’interroge jamais explicitement sur le développement de cette discipline en relation avec la sociologie ou l’histoire. Repenser l’économie suppose que l’on s’interroge à la fois sur son rapport au débat intellectuel plus large et qu’on la confronte aux autres discours explicatifs de la réalité sociale. C’est pourquoi la revue accueillera les réflexions des sociologues, des historiens, des géographes ou des spécialistes de science politique et de relations internationales.

## Contributeurs
La revue publie des articles de grands noms de la scène économique mondiale (Barry Eichengreen, Paul Krugman, Dani Rodrik, Joseph Stiglitz...) et de nombreux économistes français, universitaires ou non, participant au débat public. Elle s'attache à donner également la parole à des historiens, des juristes, des politiques, des syndicalistes et des dirigeants de la société civile.  Parmi ses contributeurs on retrouve ainsi Michel Aglietta, Christophe Aguiton, Jean-François Bayart, Michel Beaud, Christian de Boissieu, Michel Borgetto, Robert Boyer, Anton Brender, Alain Caillé, Ha-Joon Chang, Benjamin J. Cohen, Daniel Cohen, Elie Cohen, David Colander, Pierre Concialdi, Jean Coussy, Laurent Davezies, Mario Dehove, Nicolas Delalande, Benjamin Dessus, Umberto Eco, Barry Eichengreen, Jean-Paul Fitoussi, Marc Flandreau, Jacques Freyssinet, Jean-Jacques Gabas, Jean Gadrey, James K. Galbraith, Jacques Généreux, Susan George, Pierre-Noël Giraud, Bernard Guerrien, Roger Guesnerie, Philippe Hugon, Michel Husson, Pierre Jacquet, Marie-Thérèse Join-Lambert, Robert Lafore, Jacques Le Cacheux, Arnaud Lechevalier, Jean-Christophe Le Duigou, Alain Lipietz, Jean de Maillard, Edmond Malinvaud, Gustave Massiah, Dominique Méda, Patrick Messerlin, Charles-Albert Michalet, Olivier Mongin, John Monks, Pierre-Alain Muet, André Orléan, Olivier Pastré, Dominique Plihon, Pierre Radanne, Marc Raffinot, Bruno Rebelle, Jacques Rigaudiat, Dani Rodrik, Robert Salais, Pierre Salama, Jean-Michel Severino, Alain Supiot, Dominique Taddei, Renaud Van Ruymbeke, Francisco Vergara, Patrick Verley…

## Conseil de rédaction
Christian Chavagneux, Jézabel Couppey-Soubeyran, Nicolas Delalande, Mathilde Dupré, Dominique Méda, Sandra Moatti, Marc Pourroy, Dominique Plihon, Antoine de Ravignan, Xavier Timbeau. 

## Comité de parrainage
Au moment de la fondation la revue a été parrainée par les personnalités suivantes :
- Michel Aglietta
- Robert Boyer
- Robert Castel
- Olivier Favereau
- Jean-Paul Fitoussi
- Jean-Baptiste de Foucauld
- Jacques Freyssinet
- Philippe Herzog
- Alain Lipietz
- Dominique Méda
- Jean Pisani-Ferry
- Dominique Taddei
- Patrick Viveret